# Châtel d’Arrufens
Die spätbronzezeitliche Höhensiedlung Châtel d'Arruffens liegt auf dem Berg Châtel bei Montricher, nordwestlich von Lausanne im Kanton Waadt in der Schweiz. Der durch eine noch erkennbare Bodenerhebung befestigte Geländesporn liegt 1390 m ü. M. und wurde zwischen 1966 und 1972 durch Amateurarchäologen ausgegraben. 
Vom Sporn hat man die Kontrolle über die Route zwischen dem Schweizer Mittelland und dem französischen Jura. Am Übergang von der mittleren zur späten Bronzezeit (zwischen 1450 und 1200 v. Chr.) wurde an diesem Ort eine fast 200 m lange Kalksteinmauer errichtet. Diese Bauart wurde hier erstmals in der Schweiz festgestellt. Die temporären Besiedlungsspuren während der späten römischen Kaiserzeit stehen vermutlich im Kontext mit der seinerzeitigen Bedrohung und bezeugen den Besuch von Menschen einer höhersozialen romanisierten Schicht. 
Unter den Funden beider Epochen ragen die zerscherbte Keramik sowie Geschirr aus Lavez und Glas mengenmäßig heraus. Ansonsten fanden sich Objekte aus Bronze, Eisen, Blei, Silber und Gold, darunter viele Münzen.